# 대구외국어대학교
대구외국어대학교(大邱外國語大學校, Daegu University of Foreign Studies)는 경상북도 경산시에 있는 사립 대학이었다. 2003년에 개교했다.
2015년, 2016년에 교육부로부터 정부 재정 지원 제한으로 지정되었다. 교육부는 대학교 설립 당시에 대학교가 의무적으로 확보해야 하는 30억원 상당의 수익용 기본 재산을 확보하기 위해 대학교비에서 불법으로 돈을 빼냈다는 점, 법인이 재정적 기능을 하지 못해서 교비회계에서 불법적으로 돈을 쓰고 있다는 점을 문제삼았다.
2017년 8월 23일 교육부는 2018년 2월을 기해 대구외국어대학교를 폐교한다고 밝혔다. 2017년 9월, 대학구조개혁평가 2차년도 이행점검 심의 결과에 의해 정부재정지원사업과 국가장학금, 학자금 대출이 모두 전면 제한으로 분류되었다. 2017년 10월 27일에 교육부가 대구외국어대학교와 한중대학교에 폐교 명령을 내렸으며, 2018년 2월 28일 자로 16년만에 폐교했다.

## 연혁
- 1997년 7월 16일 : 학교법인 경북교육재단 설립 인가
- 1999년 6월 25일 : 대학 설립계획 변경 인가(교명 변경:대구외국어대학교)
- 2000년 10월 26일 : 대구외국어대학교 건축 허가
- 2000년 11월 11일 : 대구외국어대학교 기공식
- 2001년 10월 11일 : 대구외국어대학교 교사 임시사용 승인
- 2001년 10월 30일 : 대구외국어대학교 교사 준공
- 2002년 6월 30일 : 대구외국어대학교 설립 인가 신청
- 2002년 12월 5일 : 대구외국어대학교 설립인가
- 2003년 3월 1일 : 제1대 총장 취임(박영우 총장)
- 2003년 3월 3일 : 제1회 입학식
- 2006년 7월 1일 : 제2대 이영조 총장 취임
- 2010년 3월 2일 : 제1대 총학생회 출범
- 2010년 7월 1일 : 제3대 이영조 총장 취임
- 2010년 : 교육과학기술부 선정 학자금대출제한대학[2]
- 2011년 2월 27일 : 교내기숙사 기공식
- 2011년 3월 1일 : 제4대 서용범 총장 취임
- 2012년 : 교육과학기술부 선정 정부재정지원제한대학[3]
- 2012년 10월 20일 : 운동장 준공
- 2013년 5월 22일 : 양호성 총장 직무대행 체제
- 2013년 : 교육부 선정 정부재정지원제한대학[4]
- 2014년 : 교육부 선정 정부재정지원제한대학[5]
- 2015년 2월 17일 : 제5대 김수일 총장 취임
- 2015년 : 교육부 대학구조개혁평가 결과 E등급[6]
- 2016년 : 교육부 대학구조개혁평가 결과 E등급[7]
- 2017년 : 교육부 대학구조개혁평가 2차년도 이행점검 결과 재정지원 전면 제한[8]
- 2018년 2월 28일 : 교육부에 의해 강제 폐교 및 학교법인 해산[9]